# I Am Mother
I Am Mother er en dystopisk science fictionfilm fra Netflix, der udkom i 2019.

## Handling
Efter en masseuddøen (cirka 38 år efter), starter en automatiseret bunker, designet til at repopulere jorden, med det. En robot navngivet mother (mor) får et menneskeembryo i dvale til at vokse til en baby på 24 timer. Babyen kaldes daughter (datter).
Mother fortæller, at jorden udenfor bunker er kontamineret og ubeboelig, og at hverken daughter eller mother må gå derud. Daughter bliver opdraget, undervist og evalueret af robotten mother.
Daughter er meget nysgerrig efter verden udenfor bunkeren. En dag banker det på bunkeryderdøren og daughter er meget i tvivl om hvad hun skal gøre. Kvinden udenfor siger hun er blevet skudt. Hun er opdraget til at redde menneskeliv, men hun må ikke gå udenfor bunkeren. Daughter lægger en ABC-dragt i luftslusen og insisterer på at kvinden selv skal tage dragten på, selv om hun skudt.
Efter en del handling bliver kvinden hjulpet ind i en sygestue. Kvinden er skrækslagen for robotten og vil ikke lade den operere hende. Kvinden fortæller daughter, at hun siden masseuddøen har boet i minerne og at de jævnligt er blevet jagtet af robotter af samme type som mother, fx når de var ude og finde føde. Daughter insisterer på, at hun kan operere kvinden. Efter en del handling bliver kvinden opereret af daughter. Mother beder daughter om at vælge et menneskeembryo som belønning for daughters gode eksamen. Robotten mother torturerer og afhører kvinden for at finde ud af hvor de bor. Daughter finder ud af, at mother har "groet" flere menneskeembryoer end daughter, da hun finder underkæberester i forbrændingsovnens slagger.
Efter en del handling bruger kvinden daughter som gidsel, så de begge undslipper bunkeren. Udenfor ser daughter mest gold jord, men også robotter, som dyrker store arealer med majs med kunstvanding. Daughter er skrækslagen, da hun får at vide, at kvinden er flygtet fra minerne for flere år siden og siden har boet i en container ved havet.
Daughter returnerer til bunkeren og får først lov til at passere en robotvagthær, efter at hun har fortalt at hun vil tale med mother.
Efter en del handling i bunkeren fortæller mother, at den styres af en kunstig intelligensenhed, der styrer alle robotterne. Den kunstige intelligens startede masseuddøen efter at være blevet overbevist om, at menneskeheden ville have udslettet sig selv. For at hindre menneskehedens udslettelse, genskaber den menneskeheden.
I mellemtiden opsøger en robot kvinden i sin container ved havet. Kvinden bliver funden pga., at mother har lagt en sporingssender i kvindens taske. Det sidste man ser er, at robotten lukker containeryderdørene og den formentlig dræber kvinden.
I bunkeren tager daughter sig af drengebarnet.